# 小黑人桑波
《小黑人桑波》（Little Black Sambo），又譯作小黑三寶，是一部英國兒童故事書，作者是海倫·班尼曼，1899年出版。
《小黑人桑波》曾是20世紀最受兒童喜愛的故事書之一，但「桑波」一词和其中的「黑人」插圖在此后也被一些人視為对黑人的種族歧視，使其备受争议和遭到禁售。

## 內容
描述桑波與四隻老虎。有一天，桑波的父母送給他美麗的紅衣、藍褲、綠傘和紫鞋，桑波於是穿上他的新裝到叢林裡玩耍，一路上卻先後遇到四隻老虎，桑波分別將紅衣、藍褲、綠傘和紫鞋送給了老虎，才換得牠們不吃他的承諾。
沒想到四隻老虎後來彼此撞見了對方，爭執起誰最漂亮，開始生氣地互相大吼撕咬，後一隻老虎咬著前一隻的尾巴，並繞著椰子樹互相追逐，越轉越快，最終化成酥油（澄清奶油）。躲在樹上的桑波於是趁機收回他的新衣，安全地回到家。桑波的父親裘波收集了這些奶油，母親曼波則用這些奶油做了煎鬆餅，桑波因為很餓，最後總共吃掉了169個鬆餅。

## 爭議
「桑波」一詞和其中的「黑人」插圖在一些國家和群体间被視為含有对黑人的種族歧視。1956年，加拿大多倫多公立學校正式禁止閱讀《小黑人桑波》；1972年美國公共圖書館、學校圖書館將《小黑人桑波》撤出書架；一直到1990年代，《小黑人桑波》都還在美國圖書館協會的禁書名單中。日本岩波書店自1953年首度譯介《小黑人桑波》，雖然廣受歡迎，累計銷售一百萬冊，但是在國際壓力下，1988年被迫全面下架。

## 書籍
- Barbara Bader (1996). "Sambo, Babaji, and Sam," The Horn Book Magazine. September–October 1996, vol. 72, no. 5, p. 536.
- Phyllis Settecase Barton (1999). Pictus Orbis Sambo: A Publishing History, Checklist and Price Guide for The Story of Little Black Sambo (1899–1999) Centennial Collector's Guide. Pictus Orbis Press, Sun City, CA.
- Dashini Jeyathuray (2012). "The complicated racial politics of Little Black Sambo," "South Asian American Digital Archive". April 5, 2012: http://www.saadigitalarchive.org/blog/20120404-703
- Kazuo Mori (2005). "A Comparison of Amusingness for Japanese Children and Senior Citizens of The Story of Little Black Sambo in the Traditional Version and Nonracist Version." Social Behavior and Personality, Vol.33, 455-466.